# Castanotherium hosei
Castanotherium hosei är en mångfotingart som beskrevs av Pocock 1895. Castanotherium hosei ingår i släktet Castanotherium och familjen Zephroniidae. Inga underarter finns listade i Catalogue of Life.